# Glukan endo-1,3-b-D-glukozidaza
Glukan endo-1,3--glukozidaza (EC 3.2.1.39, endo-1,3-beta-glukanaza, laminarinaza, laminaranaza, oligo-1,3-glukozidaza, endo-1,3-beta-glukanaza, kalaza, beta-1,3-glukanaza, kitalaza, 1,3-beta-D-glukan 3-glukanohidrolaza, endo-(1,3)-beta-D-glukanaza, (1->3)-beta-glukanska 3-glukanohidrolaza, endo-1,3-beta-D-glukanaza, endo-1,3-beta-glukozidaza, 1,3-beta--glukan glukanohidrolaza) je enzim sa sistematskim imenom 3-beta-D-glukan glukanohidrolaza. Ovaj enzim katalizuje sledeću hemijsku reakciju
hidroliza (1->3)-beta-D-glukozidnih veza u (1->3)-beta-D-glukanima
Ovaj enzim se razlikuje od enzima EC 3.2.1.6, endo-1,3(4)-beta-glukanaze. On u veoma maloj meri deluje na mešovito-vezane (1->3,1->4)-beta-D-glukane.

## Literatura
- Nicholas C. Price; Lewis Stevens (1999). Fundamentals of Enzymology: The Cell and Molecular Biology of Catalytic Proteins (Third изд.). USA: Oxford University Press. ISBN 019850229X.
- Eric J. Toone (2006). Advances in Enzymology and Related Areas of Molecular Biology, Protein Evolution (Volume 75 изд.). Wiley-Interscience. ISBN 0471205036.
- Branden C; Tooze J. Introduction to Protein Structure. New York, NY: Garland Publishing. ISBN 0-8153-2305-0.
- Irwin H. Segel. Enzyme Kinetics: Behavior and Analysis of Rapid Equilibrium and Steady-State Enzyme Systems (Book 44 изд.). Wiley Classics Library. ISBN 0471303097.
- William P. Jencks (1987). Catalysis in Chemistry and Enzymology. Dover Publications. ISBN 0486654605.

## Spoljašnje veze
- Glucan+endo-1,3-beta-D-glucosidase на 